# کربن (آلمان)
کربن (به آلمانی: Kerben) یک شهر در آلمان است که در ماین-کبلنتس واقع شده‌است. کربن ۴۳۶ نفر جمعیت دارد.